# 那智勝浦町立温泉病院
那智勝浦町立温泉病院（なちかつうらちょうりつおんせんびょういん）は和歌山県那智勝浦町にある医療機関である。

## 沿革
出典
- 1964年 昭和39年
  - 7月 開設（病床数：一般病棟94床　伝染病棟　15床)
- 1968年 昭和43年
  - 7月 増改築工事（病床数：一般病棟 209床 伝染病棟 15床）
- 1971年 昭和46年
  - 11月 病床数減（病床数：一般病棟 206床 伝染病棟 15床）
- 1999年 平成11年
  - 3月 伝染病棟廃止（病床数：一般病棟 206床）
- 2000年 平成12年
  - 4月 病床数減（病床数：一般病棟　150床）救急告知病院　認可
  - 12月 医療型療養病棟 開設（病床数：一般病棟　90床 療養病棟 60床）
- 2008年 平成20年
  - 7月 和歌山県立医科大学　スポーツ・温泉医学研究所を院内に開設
- 2010年 平成22年
  - 4月 地域医療研究センター設置
- 2018年 平成30年
  - 4月 新病院開設
- 2022年 令和4年
  - 3月 訪問看護ステーション「ちょうりつ」開設

## 診療科
出典
- 内科
- 循環器科
- 糖尿病内科
- 整形外科
- リハビリテーション科
- 眼科

## 医療機関指定
出典
| 救急告示病院・災害支援病院     | 地域リハビリテーション広域支援センター   |
| 臨床研修病院（協力型）         | 日本リハビリテーション医学会認定研修施設 |
| 日本整形外科学会専門医研修施設 |                                          |